# Площадь Свободы (газета)
«Площадь свободы» — ежедневная общегородская газета в городе Тольятти. Является первой независимой газетой города и одним из старейших средств массовой информации. Распространяется в Тольятти, Жигулёвске и Ставропольском районе Самарской области.

## История
Газета основана в июле 1990 года Тольяттинским Советом народных депутатов города, под председательством Игоря Антонова. В первом номере газеты была опубликована программа издания:

говорить только правду, не подстраиваться под мнения партий, публиковать разнообразные материалы, в том числе о жизни церкви, увлечениях, чудачествах, новых партиях и их лидерах, молодёжных субкультурах, мнения, критика и предложения читателей.

Первым редактором газеты стал известный журналист Валерий Шемякин. Из журналистов газеты вышли редакторы и ведущие журналисты практически всех современных городских изданий.

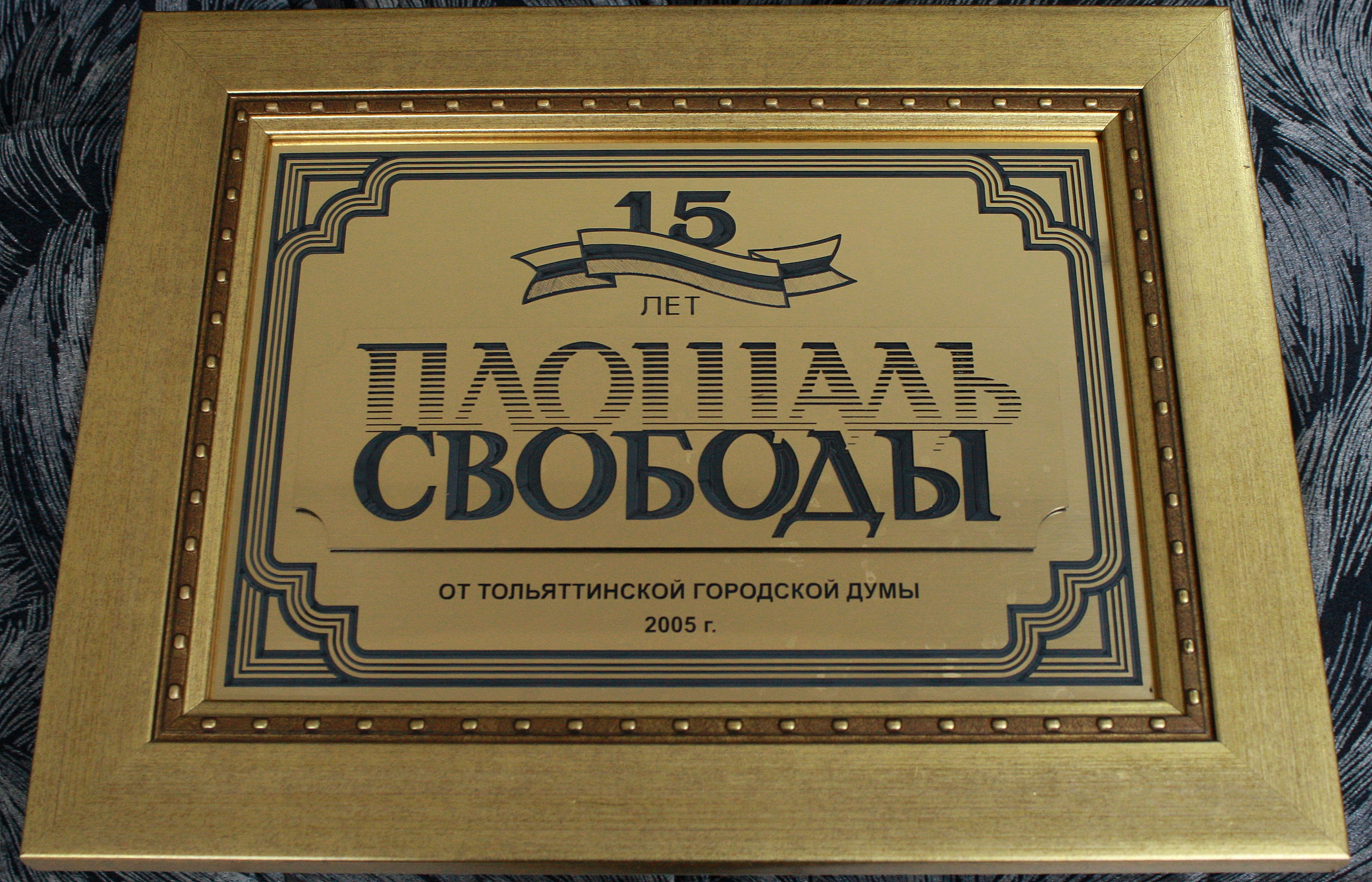
Благодарственная табличка от Тольяттинской Городской думы на 15-летие издания

Газета выступала в качестве альтернативного издания единственной городской газете, издаваемой горисполкомом «За коммунизм» (позднее «Тольятти сегодня») и быстро завоевала популярность у читателей. Одно время «Площадь свободы» была крупнейшим подписным изданием в Самарской области. Выходила газета ежедневно, а её тиражи доходили до 100 000 экземпляров. Из её различных приложений сформировался целый ряд новых газет Тольятти: «Плошка», «Миллион» и другие. Газету официально выписывала библиотека Конгресса США.
Популярность в народе у газеты имела и обратную сторону: в 1995 году был жестоко избит главный редактор газеты.
С развитием других печатных изданий популярность «Площади свободы» стала падать. Этому поспособствовала и борьба за власть над газетой. Коллектив издания дважды сменился. Журналисты, сделавшие газету популярной, сменили место работы.
С начала 2000-х тиражи газеты снижались, как и её популярность у горожан. По сравнению с 1997 годом у газеты читательская аудитория уменьшилась на 27,3 %, тираж на 1 января 2001 составил 36,5 тысяч экземпляров. Тем не менее, в 2006 году газета всё ещё оставалась на третьем месте по популярности у читателей города.
По итогам 2013 года газета вошла список двадцати самых значимых средств массовой информации Самарской области, заняв 15-е место по области и первое место среди печатных СМИ Тольятти.
С января 2016 года газета перешла на еженедельный формат из-за экономических проблем: в частности из-за высокой стоимости доставки каждого ежедневного номера до подписчиков. До последнего времени «Площадь свободы» оставалась единственной ежедневной газетой в области.

## Деятельность
Сегодня «Площадь Свободы» входит в холдинг «Медиа-Самара» (владельцем является компания «Волгопромгаз»).
Тиражи газеты снизились. Сегодня они составляют 13 000 экземпляров.
В 2004 — 2016 годах совместно с изданием «Самарское обозрение» выпускался деловой, общественно-политический еженедельник «Постскриптум Тольятти».

## Приложения
У газеты имеется еженедельное рекламно-игровое приложение.